# The Other Side of the River
The Other Side of the River ist ein Dokumentarfilm der Regisseurin Antonia Kilian aus dem Jahr 2021. Der Film porträtiert das Leben einer jungen Frau, die sich entschieden gegen eine Zwangsheirat wehrt und ihre Familie verlässt, um für Selbstbestimmung und Freiheit zu kämpfen. Premiere feierte der Film am 6. Mai 2021 beim DOK.fest München, gefolgt von seinem Kinostart in Deutschland am 27. Januar 2022.

## Handlung
Die 19-jährige Hala verlässt ihre Familie, zusammen mit ihrer Schwester Sosan, als ihr Vater beschließt, sie zwangszuverheiraten. Die jüngere Schwester sollte auf Drängen des Vaters mit einem IS Anhänger zwangsverheiratet werden. Hala kommt über den Euphrat in den Nordosten Syriens „Rojava“, wo sie sich einer kurdischen Frauenverteidigungseinheit anschließt. In der Polizeiakademie wird Hala im Kampf an der Waffe ausgebildet, um die IS zu bekämpfen und in den feministischen Idealen der kurdischen Frauenbewegung aufgeklärt. Der Befreiungskampf gegen patriarchale Zwänge, wie die (Zwangs)Verheiratung und andere Unterdrückungsmechanismen gehören zum Ausbildungsprogramm. Halas persönliche Überzeugungen konzentrieren sich auf die Befreiung aller Frauen, insbesondere die in Minbiji, ihrer Heimatstadt, die durch die Kurden vom IS zurückerobert werden konnte. Sie vermisst ihre zehn zurück gelassenen Schwestern, die sie mit großgezogen hat sehr, heimlich senden sie ihr Nachrichten. Halas Wunsch ist es, in ihre Heimatstadt Minbiji zurückzukehren und ihre Schwestern zu sich nehmen.
Halas Eltern lehnen ihren Entschluss, sich in der Polizeiakademie ausbilden zu lassen strikt ab. Der Vater beschuldigt Hala, die Familie durch ihr Verhalten „entehrt“ zu haben, es kommt zu mehreren Versuchen die Schwestern zu bewegen, die Polizeiakademie zu verlassen und zur Familie zurückzukehren. Andere Familienmitglieder bedrohen sie mit dem Tod und Hala bekommt täglich Drohungen von ihnen. Sie erzählt davon, dass mehr als 60 Männer aus ihrer Familie, ihre Cousins, dem IS beigetreten sind und davon 40 getötet wurden. Zu ihrer eigenen Sicherheit trägt sie auch in ihrer Freizeit eine Waffe und hat immer eine Granate dabei.

## Hindergründe und Produktion
Die Dokumentation zeigt Auswirkungen und politische Entwicklungen des syrischen Konflikts, der 2011 mit Protesten gegen die Diktatur von Bashar al-Assad während des Arabischen Frühlings begann. Assads Rückzug aus den nordöstlichen kurdischen Gebieten, bekannt als Rojava, ermöglichte es der PYD, die Kontrolle zu übernehmen. Gleichzeitig befreite Assad islamistische Gefangene, die gegen die Kurden kämpften.
Rojava, das sich als dritte Alternative in Syrien positioniert, befürwortet Selbstverwaltung neben dem syrischen Staat. International bekannt für ihr Engagement für Basisdemokratie, feministische Politik und erfolgreichen Widerstand gegen ISIS und islamistische Kräfte, spielten die militärischen Kräfte von Rojava, die YPG/YPJ, eine bedeutende Rolle bei der Rückeroberung von Gebieten von extremistischen Gruppen.
Die Handlung des Films entfaltet sich hauptsächlich in Minbij, einer Stadt, die für den syrischen Aufstand im Jahr 2011 von entscheidender Bedeutung war. Nachdem Assad sich zurückgezogen hatte, wurde Minbij zunächst von revolutionären Räten verwaltet, fiel jedoch später für drei Jahre unter die Kontrolle von ISIS. Es war die erste größere Stadt außerhalb der kurdischen Gebiete westlich des Euphrats, in der die Streitkräfte von Rojava die Kontrolle übernahmen. Dieser Moment markierte den Beginn der Dreharbeiten für den Film.
Die Regisseurin Antonia Kilan blieb für Filmarbeiten zwölf Monate in Nordostsyrien: „Ich ging im Sommer 2016 nach Nordostsyrien, genau zu der Zeit, als die Syrischen demokratischen Kräfte (die Kräfte der kurdischen Autonomieregion namens ‚Rojava‘) die Stadt Minbij vom Islamischen Staat übernahmen. Ich war Teil einer Solidaritätsbewegung für Rojava, die sich unter linken Aktivist:innen in Europa bildete. Als Feministin war ich fasziniert von ihrem Versprechen der Befreiung der Frau auf der Grundlage von Basisdemokratie und ich wollte sehen, wie diese Versprechen in die Praxis umgesetzt werden würden. Als ich Hala traf, entwickelten wir sofort eine starke Verbindung. Sie wollte unbedingt ihre Geschichte mit mir teilen und ich fand ihre Stärke und positive Energie bemerkenswert. Hala erlaubte mir, sie auf ihrem revolutionären Weg zu begleiten, ihrer Ausbildung an der Akademie, ihren Kämpfen mit ihrer Familie, dem Kampf für die Emanzipation ihrer Schwestern und die Befreiung aller unterdrückten Frauen in ihrer Stadt Minbij. Hala repräsentiert eine Generation junger Frauen auf der Suche nach einem emanzipierten Leben inmitten des syrischen Krieges mit Konflikten zwischen vielen Fronten. Was bedeutet Freiheit und Selbstbestimmung für diese Frauen und wie können sie dieses Ideal inmitten eines der größten Konflikte des 21. Jahrhunderts erreichen?“
The Other Side of the River ist Kilians Regiedebüt. Sie studierte Visuelle Kommunikation, Kunst und Medien an der Universität für Kunst und Film in Berlin sowie Cinematografie an der Filmuniversität Babelsberg Konrad Wolf und der ISA in Havanna, Kuba. Als Regisseurin, Kamerafrau und Produzentin gründete sie ihre eigene Produktionsfirma Pink Shadow Films. Für den Vertrieb war Syndicado Film Sales verantwortlich, während die Doppelplusultra Filmproduktion GmbH den Verleih übernahm.
Im Jahr 2022 erhielt The Other Side of the River den Deutschen Filmpreis als Bester Dokumentarfilm.

## Rezensionen
Anja Klauck des Internationales Dokumentarfilmfestival München: „Ich habe 20 Jahre ohne Mann gelebt und kann weitere 100 ohne leben.“ Hala ist mit 19 Jahren vor einer Zwangsheirat aus dem nordsyrischen Minbij über den Euphrat geflohen – und beim kurdischen Militär gelandet. In Rojava bekommt sie eine Kampfausbildung und das Selbstbewusstsein, um sich und andere Frauen künftig vor Gewalt zu schützen. Dass das nicht überall auf Verständnis trifft, erlebt sie, als sie in ihre Heimatstadt zurückkehrt, um ihre jüngeren Schwestern zu retten. Spannend erzählt Antonia Kilian in ihrem Regiedebüt von Frauen, die um ihre Selbstbestimmtheit kämpfen. Dabei blitzt immer wieder ein Hauch von Freiheit auf: in einer wehenden Gardine, einer Autofahrt mit windzerzausten Haaren oder einem Bad im Euphrat.
Bianka Piringer für Kinozeit.de: „In der filmischen Beobachtung spiegelt sich auch das Gefühl des kulturellen Fremdseins, das die Filmemacherin erfährt und in ihrem Offkommentar anklingen lässt. Sie ist Zaungast, bekommt nur einen Teil von Halas Situation und Erleben mit, spürt die Distanz der Umgebung zur Kamera.“
Internetportal Film-rezensionen.de: „‚The Other Side of the River‘ ist eine interessante Dokumentation über den Kampf einer jungen Frau um Selbstbestimmung und Freiheit. Antonia Kilian zeigt die zwei Seiten dieses Kampfes, den Konflikt mit dem Patriarchat sowie die Erfüllung, die ihre Protagonistin empfindet, und schafft es immer wieder Anknüpfungspunkte zu finden oder zu betonen, inwiefern der Ruf nach Selbstbestimmung über die Landesgrenzen Syriens hinaus relevant ist.“
Das Resultat der Filmjournalistinnen: „Es ist ein Film voll naher Subjektivität, ein Film, der direkt und ohne Erklärungen drum herum in das Leben dieser jungen Frau eintaucht (…) Eine Frau, die ihren Beitrag zur Befreiung der Frau und zu mehr Gerechtigkeit“
Das Magazin Der Freitag: „The Other Side Of The River schildert den entschlossenen, revolutionären Weg von Hala und beleuchtet gleichzeitig eine andere, parallele Lebenserfahrung: die eigenen Reflexionen der Regisseurin über das Dasein als Feministin und kulturelle Außenseiterin in einer Situation, in der der Begriff ‚militanter Feminismus‘ durchaus wörtlich verstanden werden könnte.“

## Auszeichnungen und Nominierungen
Preise
- 2022: Deutscher Filmpreis – bester Dokumentarfilm
- 2022: Deutscher Dokumentarfilmpreis – Förderpreis des Hauses des Dokumentarfilms
- 2021: Bester Dokumentarfilm, Hessischer Film – und Kinopreis
- 2021: VFF Dokumentarfilm Produktionspreis, DOK.fest München
- 2021: Bester Dokumentarfilm, Fünf Seen Filmfestival
- 2021: Beste Kamera Dokumentarfilm, Achtung Berlin
- 2021: Global Docs, Docs MX
- 2021: Grand Prix, Kinenova Skopje
- 2021: Bester Dokumentarfilm, Biberacher Filmfestspiele
- 2021: Best International Documentary Award, Duhok International Filmfestival
- 2021: Best International Documentary Award, Panorama Coisa de Cinema Brasils
- 2021: Special Mention Goldener Herkules, Kasseler Dokfest

Nominierungen
- 2021: Shortlist für die European Film Awards